# Queen's Sudan Medal
La Queens Sudan Medal era una medaglia di campagna militare inglese coniata per ricompensare quanti avessero partecipato alla campagna militare nel Sudan.

## Storia
La Queen's Sudan Medal venne concessa al personale militare britannico ed egiziano che avesse preso parte alla campagna nel Sudan tra il 1896 ed il 1898. Inizialmente furono solo le truppe egiziane ad essere attaccate. Questa campagna venne descritta come la "riconquista del Sudan" in quanto mentre altri paesi come Italia, Germania, Francia e Belgio stavano espandendo le loro colonie in Africa, delle quali il Sudan poteva essere una, l'esercito britannico decise di occuparlo. Una delle battaglie più famose di questa operazione fu quella di Omdurman ove combatté l'allora luogotenente Winston Churchill che venne pertanto decorato con questa medaglia.

## Descrizione
La medaglia è costituita da un disco d'argento sul quale è raffigurata sul diritto l'effigie a mezzo busto dell'anziana regina Vittoria d'Inghilterra rivolta verso sinistra, con lo scettro in mano, e corredata dal titolo VICTORIA REGINA ET IMPERATRIX in latino. Sul retro la medaglia presenta la vittoria alata circondata da bandiere britanniche ed egiziane e sovrastante un cartiglio con la scritta "SUDAN".
Il nastro era metà giallo e metà verde con una piccola striscia rossa in mezzo.